# Apollo Creed
Apollo Creed – postać fikcyjna z serii filmów Rocky, bokser. Grał go Carl Weathers.
Apollo Creed wywodzi się z ubogich dzielnic Los Angeles. Niewiele wiadomo o jego walkach przed pojedynkiem z Rockym Balboa. W pierwszej części serii o Rockym był mistrzem świata w wadze ciężkiej. Wraz z promotorami wpada na pomysł, by zorganizować walkę pomiędzy Apollo a zupełnie nieznanym bokserem. Na ring wchodzi ubrany w czerwono-biało-niebieski strój. Po zaciętej walce trwającej 15 rund Apollo utrzymuje tytuł mistrza świata, jednak decyzja sędziów była niejednoznaczna.
W filmie Rocky II Apollo jest niezadowolony z wyniku walki. W mediach wyraża się niechętnie o Rockym (choć osobiście nie kryje urazy do przeciwnika), podczas gdy Balboa mówi dziennikarzom, że jego przeciwnik jest świetnym bokserem. Pomimo wcześniejszych deklaracji, że pojedynek był jednorazowym wydarzeniem, ostatecznie dochodzi do dramatycznej walki rewanżowej pomiędzy Apollem a Rockym, która kończy się zwycięstwem Rocky’ego.
W Rocky III Apollo nie jest już ukazywany jako showman. Odchodzi on na sportową emeryturę będąc świadomy, że nie jest w stanie wygrać z takimi przeciwnikami jak Rocky Balboa czy Clubber Lang. Mimo to zostaje nowym trenerem Rocky’ego. Apollo uczy Rocky’ego nowego stylu walki. Z czasem obaj bokserzy zostają przyjaciółmi. Dzięki pomocy Apolla Rocky wygrywa drugą walkę z Clubber Langiem.
W Rocky IV radziecki bokser Ivan Drago przybywa do Stanów Zjednoczonych, gdzie rzuca wyzwanie Rocky’emu. Apollo choć ma kochającą rodzinę i żyje w dostatku, tęskni za byciem mistrzem bokserskim. Apollo traktuje przylot Drago do Stanów Zjednoczonych jako zniewagę osobistą i ogłasza, że chce pojedynkować się z Drago na meczu pokazowym w Las Vegas. Rocky próbuje wytłumaczyć swojemu przyjacielowi, że walka powinna zostać przełożona, gdyż nie wiedzą nic o swoim przeciwniku. Wbrew radom Apollo staje do walki. Podczas walki Rocky chce rzucić ręcznik i zakończyć pojedynek, jednak Apollo upiera się, by kontynuować walkę. Na początku drugiej rundy Apollo umiera.
Miał nieślubnego syna Adonisa, która pojawia się w filmie Creed: Narodziny legendy. W filmie Rocky IV pada informacja, że Apollo ma 37 lat.
Jego pierwowzorem był bokser Jack Johnson. Apollo Creed jest porównywany również do Muhammada Alego. W pierwszym filmie z serii Rocky Apollo Creed jest ukazany jako materialista, pragnący pokazać swoją wyższość nad przeciwnikiem. O ile Rocky walczył w walce by pokazać, że jest kimś wartościowym, dla Creeda walka miała przynieść status gwiazdy i zapewnić mu dochód. Choć Apollo uchodzi za dumnego i aroganckiego, nie jest przedstawiany jako zły człowiek, w przeciwieństwie do Clubber Langa, który nienawidził Rocky’ego i Apolla. W Rocky IV Apollo jest przedstawiony jako były zdesperowany bokser, który za wszelką cenę chce publicznie zawstydzić Drago.